# Diego Gabriel Silva Rosa
Diego Gabriel Silva Rosa, noto semplicemente come Diego Rosa (Salvador, 12 ottobre 2002), è un calciatore brasiliano, centrocampista dell'Internacional in prestito dal Bahia.

## Caratteristiche tecniche
È un centrocampista centrale che può anche giocare come mezzala su entrambe le fasce, abile negli inserimenti e nella creazione del gioco; può anche essere schierato come mediano, ruolo che però gli rende meno a livello tattico.

## Carriera

### Club
Cresciuto nel settore giovanile di Vitória e Grêmio, nel febbraio 2021 viene acquistato dal Manchester City, che lo gira subito in prestito al Lommel, società satellite dei Citizens militante nella seconda divisione belga. Al termine della stagione, il prestito viene rinnovato per un altro anno.
Il 7 luglio 2022 viene prestato per una stagione ai portoghesi del Vizela. Debutta nella Primeira Liga il 6 agosto successivo, disputando l'incontro vinto per 1-0 in casa del Rio Ave.

### Nazionale
Ha rappresentato le nazionali giovanili brasiliane Under-16 ed Under-17. Con quest'ultima, ha anche preso parte al campionato mondiale di categoria nel 2019, disputato in casa e che ha visto la vittoria dei verdeoro.

## Statistiche

### Presenze e reti nei club
Statistiche aggiornate al 30 agosto 2022.
| Stagione        | Squadra         | Campionato      | Campionato | Campionato | Coppe nazionali | Coppe nazionali | Coppe nazionali | Coppe continentali | Coppe continentali | Coppe continentali | Altre coppe | Altre coppe | Altre coppe | Totale | Totale |
| Stagione        | Squadra         | Comp            | Pres       | Reti       | Comp            | Pres            | Reti            | Comp               | Pres               | Reti               | Comp        | Pres        | Reti        | Pres   | Reti   |
| --------------- | --------------- | --------------- | ---------- | ---------- | --------------- | --------------- | --------------- | ------------------ | ------------------ | ------------------ | ----------- | ----------- | ----------- | ------ | ------ |
| feb.-giu. 2021  | Lommel          | D2              | 7          | 0          | CB              | -               | -               |                    | -                  | -                  |             | -           | -           | 7      | 0      |
| 2021-2022       | Lommel          | D2              | 19         | 2          | CB              | 3               | 0               |                    | -                  | -                  |             | -           | -           | 22     | 2      |
| Totale Lommel   | Totale Lommel   | Totale Lommel   | 26         | 2          |                 | 3               | 0               |                    | -                  | -                  |             | -           | -           | 29     | 2      |
| 2022-2023       | Vizela          | PL              | 4          | 0          | CP+CdL          | 0               | 0               |                    | -                  | -                  |             | -           | -           | 4      | 0      |
| Totale carriera | Totale carriera | Totale carriera | 30         | 2          |                 | 3               | 0               |                    | -                  | -                  |             | -           | -           | 33     | 2      |

## Palmarès

### Competizioni statali
- Campionato Baiano: 1

Bahia: 2023
- Campionato Gaúcho: 1

Internacional: 2025